# 梅田町 (桐生市)
梅田町（うめだちょう）は、群馬県桐生市の町名である。郵便番号は376-0601。

## 地理
桐生市の北部に位置する。旧梅田村・田沼町の一部にあたり、桐生市第十四区に属する。東部は菱町に、南部は天神町・平井町・宮本町に、西部は川内町に、北部はみどり市大間々町小平・東町座間・東町草木・東町沢入に、東北部は栃木県佐野市飛駒町にそれぞれ接する。
町域のほとんどが山地で占められており、根本山や鳴神山など足尾山地の山々が連なる。柄杓山（城山）には桐生氏が築いた柄杓山城があった。根本山を水源とする桐生川が、忍山川や高沢川などの支流を集めながら町内を南に流れている。上流には桐生川ダムがあり、ダム湖は「梅田湖」と呼ばれている。町内南部の桐生川下流域が梅田町一丁目となっており、川を遡るにつれて二・三・四・五丁目となる。

### 河川
- 桐生川

### 湖沼
- 梅田湖

## 歴史

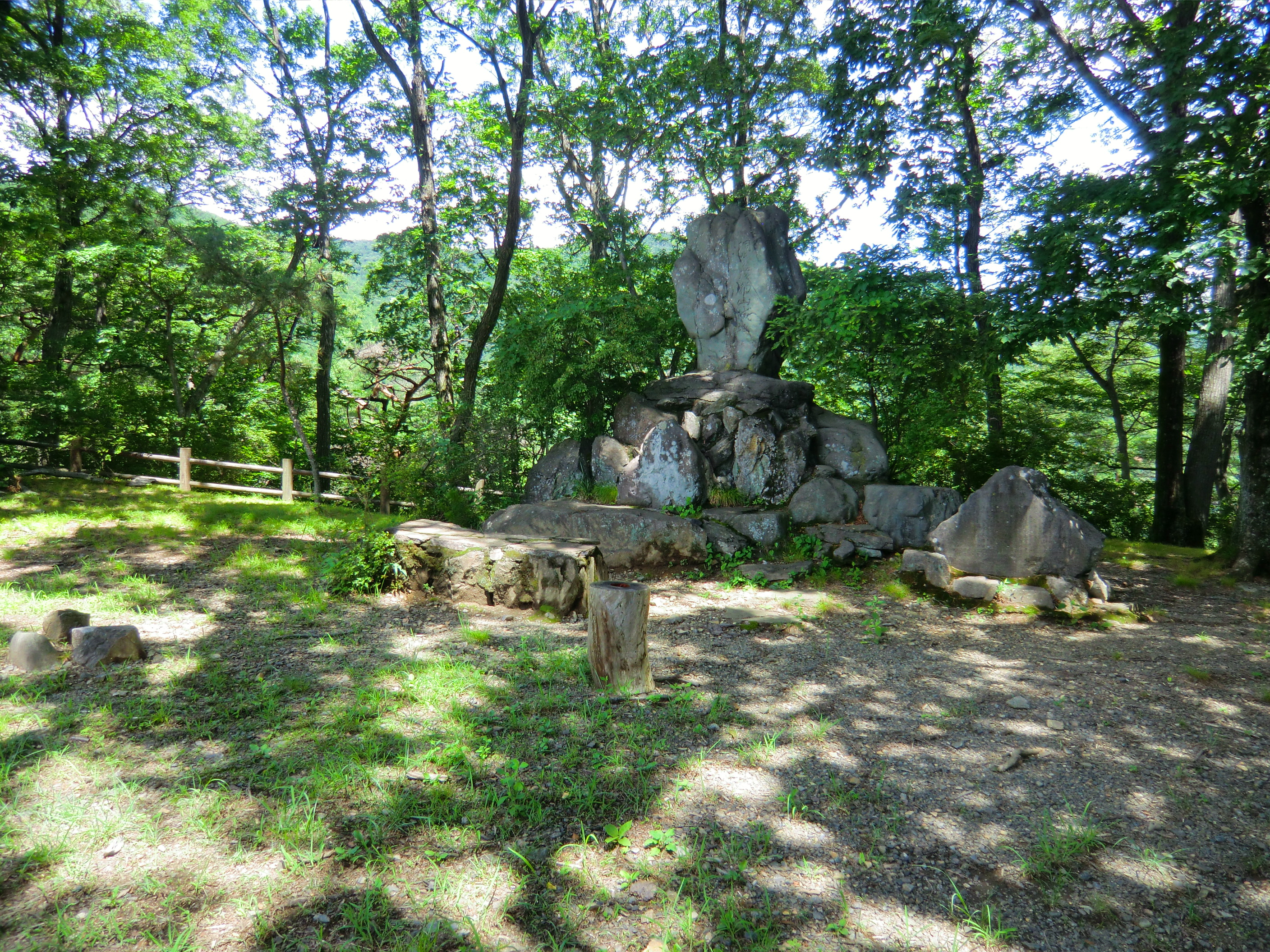
柄杓山

かつての山田郡梅田村にあたる。1954年（昭和29年）10月1日に梅田村が桐生市に編入したことで、新たに「梅田町」となった。

### 年表
- 2021年3月31日 - 町内の群馬県立桐生女子高等学校が閉校。

## 世帯数と人口
2022年（令和4年）1月31日現在の世帯数と人口は以下の通りである。
| 丁目         | 世帯数    | 人口    |
| ------------ | --------- | ------- |
| 梅田町一丁目 | 809世帯   | 1,739人 |
| 梅田町二丁目 | 219世帯   | 513人   |
| 梅田町三丁目 | 139世帯   | 288人   |
| 梅田町四丁目 | 278世帯   | 583人   |
| 梅田町五丁目 | 27世帯    | 48人    |
| 計           | 1,472世帯 | 3,171人 |

## 小・中学校の学区
市立小・中学校に通う場合、学区は以下の通りとなる。
| 丁目         | 番地 | 小学校               | 中学校             |
| ------------ | ---- | -------------------- | ------------------ |
| 梅田町一丁目 | 全域 | 桐生市立梅田南小学校 | 桐生市立梅田中学校 |
| 梅田町二丁目 | 全域 | 桐生市立梅田南小学校 | 桐生市立梅田中学校 |
| 梅田町三丁目 | 全域 | 桐生市立梅田南小学校 | 桐生市立梅田中学校 |
| 梅田町四丁目 | 全域 | 桐生市立梅田南小学校 | 桐生市立梅田中学校 |
| 梅田町五丁目 | 全域 | 桐生市立梅田南小学校 | 桐生市立梅田中学校 |

## 交通

### 鉄道
町内に鉄道駅はない。

### 道路
群馬県道・栃木県道66号桐生田沼線、群馬県道343号沢入桐生線、群馬県道337号上藤生大洲線が通過。

## 施設
- 群馬県立桐生女子高等学校跡地
- 桐生市立梅田南小学校
- 桐生市立梅田中学校
- 桐生警察署 梅田駐在所
- 桐生市 梅田公民館
- 桐生川ダム

## 避難所
- 桐生女子高等学校（洪水災害、土砂災害、地震、大規模火災、内水氾濫時の緊急避難場所及び指定避難所）[10]
- 梅田南小学校（洪水災害、土砂災害、地震、大規模火災、内水氾濫時の緊急避難場所及び指定避難所）
- たかぞのこども園（洪水災害、土砂災害、内水氾濫時の緊急避難場所）
- 梅田公民館（洪水災害、土砂災害、内水氾濫時の緊急避難場所及び指定避難所）
- 梅田中学校（洪水災害、地震、大規模火災、内水氾濫時の緊急避難場所及び指定避難所）
- 梅田ふるさとセンター （洪水災害、内水氾濫時の緊急避難場所及び指定避難所）